# 洋菜
洋菜，亦稱寒天、菜燕、洋菜膠、海菜膠、海燕窩、藻膠、石花菜、牛毛菜、燕菜、琼脂、葉花等，是从海藻植物中提煉的胶质。由日本美濃屋的太郎左衛門在17世纪60年代首次提煉。可作为明膠的代用品，常用於沙拉、大菜糕或果凍等甜品。
洋菜是由紅藻提煉而來，生洋菜是白色半透明的，市面上可買到粉狀、條狀、塊狀等不同型態的洋菜。在食品加工的用途上，可做布丁、果凍、茶凍、咖啡凍等等。口感較其他常見作為凝結用途的食品加工材料脆。使用時需要先在水中加熱至90度左右，溶至无顆粒物，再於其中添加甜味食材或水果粒就可做成洋菜凍，或是甜點表層的凝膠。由於被認為有富含纖維及吸附脂肪的特性，受到許多愛美人士喜愛，但這些特性並沒有任何有效的科學依據證明。
洋菜是由两种组分：线性多糖琼脂糖和硫琼胶所组成的混合物。
洋菜亦常用於實驗室，可作為細菌的培养基，或用於分子生物學實驗，如膠體電泳。

## 结构
52个D-吡喃半乳糖以1,3-糖苷键结合，长链的C1端，与1个L-吡喃半乳糖-6-硫酸酯的C4相结合，按此比例形成的半乳聚糖硫酸酯的Ca盐或Ca－Mg盐的多糖衍生物。

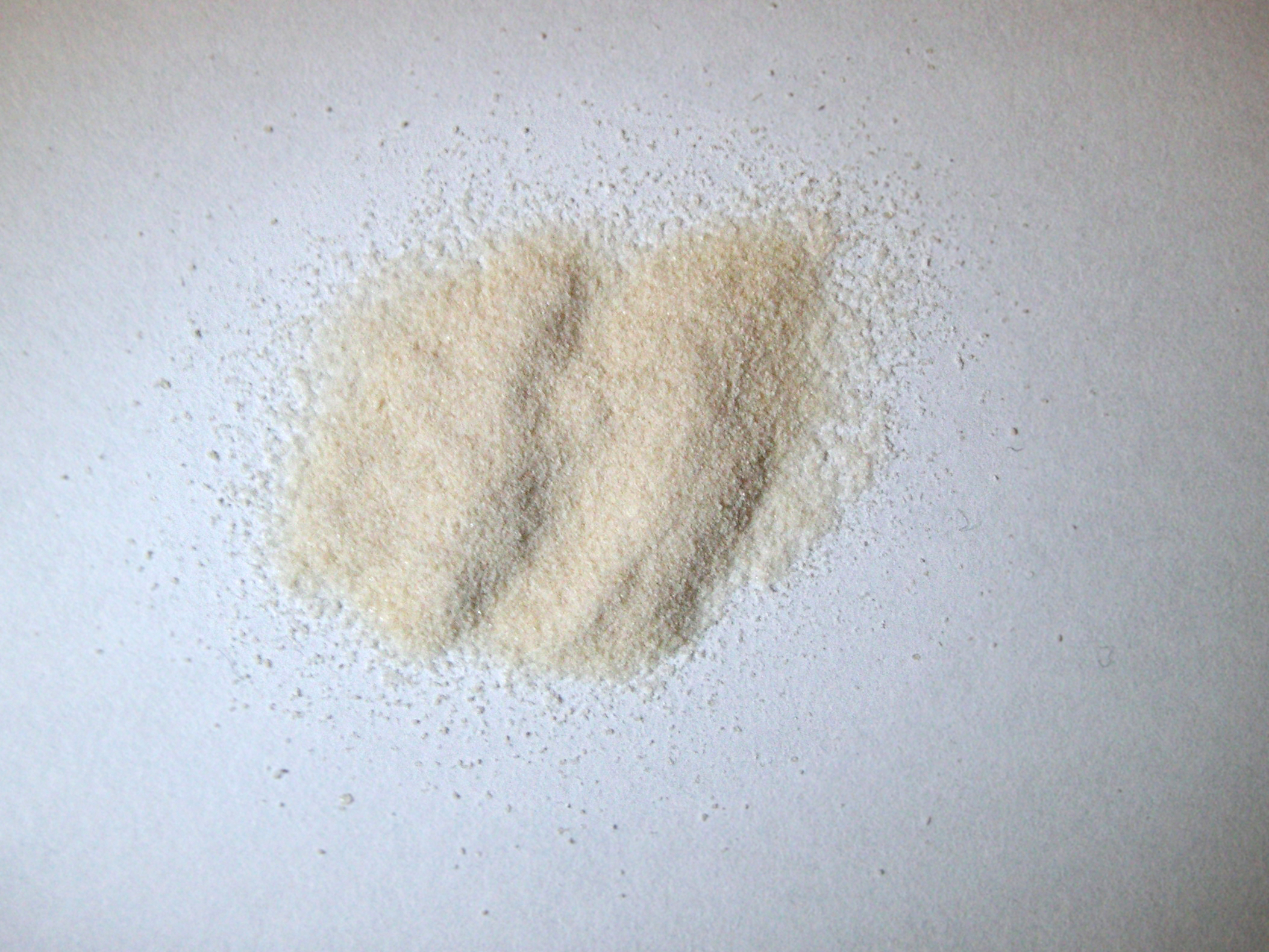
洋菜粉
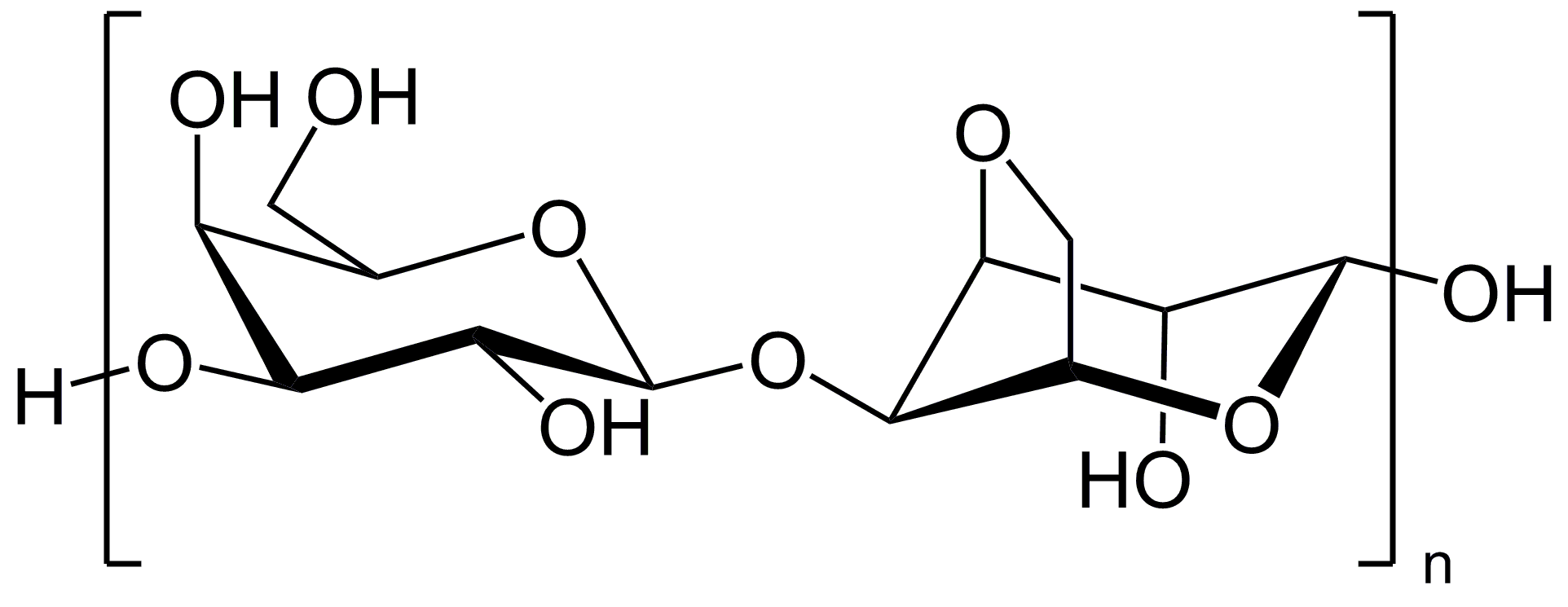
結構
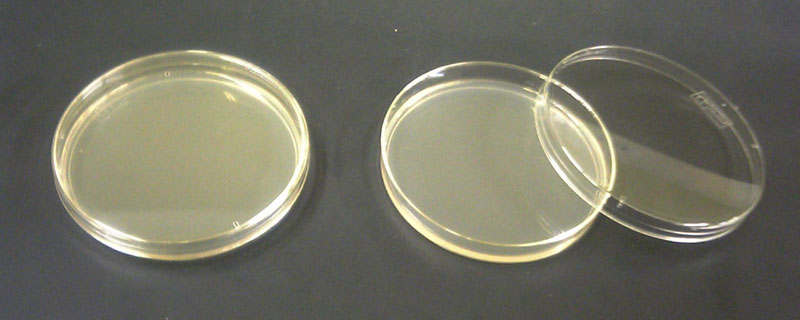
培養基

## 石花菜科的属
- Acanthopeltis Okamura in Yatabe, 1892
- Acrocarpus Kützing, 1843
- Capreolia Guiry & Womersley, 1993
- Gelidiophycus G.H.Boo, J.K.Park & S.M.Boo, 2013
- 石花菜属 Gelidium J.V.F. Lamouroux, 1813
- Onikusa I. Akatsuka, 1986
- Peysonnelia
- Porphyroglossum Kützing, 1847
- Ptilophora Kützing, 1847
- Teloedema
- Yatabella Okamura, 1900

## 延伸阅读
[在维基数据编辑]